# 勞雷爾希爾鎮區 (北卡羅萊納州蘇格蘭縣)
勞雷爾希爾鎮區（英語：Laurel Hill Township）是位於美國北卡羅萊納州蘇格蘭縣的一個鎮區。

## 地方資料
勞雷爾希爾鎮區的面積為209.78平方千米，皆為陸地。根據2020年美國人口普查的數據，當地共有人口3595人，而人口密度為每平方千米17.14人。